# Taylor-Experiment (Physik)
Das Taylor-Experiment des Physikers Geoffrey Ingram Taylor aus dem Jahr 1908 ist ein Beugungsexperiment mit extrem schwachem Licht. Es zeigt, dass Licht sich weder als klassisches Teilchen noch als klassische Welle fortbewegt. Historisch gesehen war es das erste Experiment, bei dem das Lichtfeld zwischen Lichtquelle und Schirm im Mittel weniger als ein Photon enthält.

## Historische Einordnung
Nachdem Thomas Young 1802 Beugungen von Licht an Doppelspalten zeigen und erklären konnte, hatte sich die Vorstellung von Licht als Wellenphänomen weitgehend durchgesetzt. Licht wurde als klassische Welle betrachtet und den Lichtfarben konnten Wellenlängen zugeordnet werden. Lediglich der von Christiaan Huygens vorausgesetzte „Äther“ als Träger dieser „Lichtwellen“ musste noch gefunden werden.
Im ausgehenden 19. Jahrhundert wurde diese Anschauung durch experimentelle Ergebnisse in Frage gestellt. Die systematische Untersuchung des photoelektrischen Effekts durch Heinrich Hertz und Wilhelm Hallwachs im Jahre 1887 deutete auf eine Teilchennatur des Lichts hin. Hinzu kam, dass auf den Gesetzen der klassischen Mechanik und Elektrodynamik basierende Hypothesen zum Emissionsspektrum des idealen Wärmestrahlers nur teilweise mit den empirisch ermittelten Messwerten übereinstimmten.
Beide Effekte konnten im beginnenden 20. Jahrhundert durch die Annahme erklärt werden, dass sich Licht in festen Energieportionen, sogenannte Quanten, ausbreitet. Max Planck beschrieb im Jahr 1900 den idealen Wärmestrahler durch das Plancksche Strahlungsgesetz und Albert Einstein lieferte 1905 in seiner Lichtquantenhypothese eine Erklärung für den Fotoeffekt. Heutzutage werden diese theoretisch vorhergesagten Lichtquanten als Photonen bezeichnet.

## Versuchsdurchführung

Häufigkeitsverteilung der Photonen bei langer Belichtungszeit

Mit der Versuchsdurchführung sollte eine Theorie des Nobelpreisträgers und Entdeckers der Elektronen Sir Joseph John Thomson verifiziert werden, nach der die Energieverteilung entlang der Wellenfront ungleichmäßig erfolgen sollte. Regionen mit maximaler Energie sollten durch ungestörte Flächen voneinander getrennt sein. Bei Verringerung der Lichtintensität sollten diese Regionen weiter voneinander getrennt werden – jedoch sollte der Betrag der Energie in den Regionen mit maximaler Energie wegen der Unteilbarkeit der Quanten nicht verändert werden. Zudem glaubte Thomson, dass die üblichen Phänomene der Beugung bei extrem niedrigen Intensitäten eingeschränkt werden.
Im Originalaufbau des Experiments wurde das Licht einer Gasflamme durch rußgeschwärzte Platten unterschiedlicher Schwärzung abgeschwächt und an einer Nadelspitze gebeugt. Das Ergebnis wurde auf langzeitbelichteten Fotoplatten festgehalten. Die größte verwendete Belichtungszeit betrug ungefähr drei Monate und zur Lichtstärke schreibt Taylor, „dass der Betrag an Energie, der während der längsten Belichtungszeit auf die fotografische Platte fällt, derselbe ist, der von einer normalen Kerze abgegeben wird, die in einer Entfernung von etwas mehr als einer Meile steht.“
Bei kurzen Belichtungszeiten zeigten die Fotoplatten ein körniges und stochastisches Muster. Bei längeren Belichtungszeiten bildete sich jedoch das gleiche Interferenzmuster heraus, wie bei kurzer Belichtungszeit und hoher Lichtintensität.
In einer modernen Version dieses Versuchs wird als Lichtquelle ein durch Graufilter abgeschwächter Laserstrahl verwendet, der an einem Doppelspalt gebeugt wird. Anstelle der Fotoplatten kann ein CCD-Fotosensor verwendet werden, der das für Doppelspalte typische Beugungsmuster aufzeichnet. Bei stark verlangsamtem Abspielen des Filmes kann die Körnigkeit und das stochastische Verhalten erkannt werden.

## Bedeutung des Experiments
Das Taylor-Experiment aus dem Jahr 1908 zeigt, was Planck und Einstein formuliert haben. Das Licht besteht aus einzelnen Photonen, die aber im Unterschied zu klassischen Teilchen nicht lokalisiert werden können. Es ist daher unmöglich den Aufenthaltsort und die Flugbahn eines einzelnen Photons vorherzusagen (siehe Heisenbergsche Unschärferelation). Die klassische Mechanik versagt hier vollkommen. Mit Hilfe der Wellentheorie für das Licht kann aber immerhin die Aufenthaltswahrscheinlichkeit äußerst exakt vorhergesagt werden, so dass bei Betrachtung vieler Photonen nach dem Gesetz der großen Zahlen ein Verteilungsmuster entsteht, das mit den Beobachtungen übereinstimmt. Dieses zeigt, dass Photonen Quantenobjekte sind, deren Wellenfunktion Interferenz zeigen kann.

## Sonstiges
1961 gelang es Claus Jönsson an der Universität Tübingen das gleiche Experiment mit Elektronen statt Photonen durchzuführen, was zeigt, dass Elektronen ebenfalls Quantenphänomene hervorrufen.
Da die Versuchsdurchführung des Taylor-Experiments in seiner modernen Form auch mit schulischen Mitteln handhabbar ist, wird sie vom Pädagogisches Zentrum Rheinland-Pfalz (PZ) für den Lehrplan Physik der Sekundarstufe II empfohlen:

„Unter didaktischem Gesichtspunkt fungieren das Jönsson- und das Taylor-Experiment als Schlüsselexperimente, welche die Quantenphänomene ‚ganz lassen‘ und sich nicht ausschließlich auf den sogenannten ‚Teilchenaspekt‘ oder den sogenannten ‚Wellenaspekt‘ konzentrieren. Ein adäquates, d. h. passendes Verständnis von Quantenphänomenen kann sich aufbauen, wenn ‚Welliges‘, ‚Körniges‘ und ‚Stochastisches‘ von Anfang an mitgedacht und ganz gelassen werden. Jönsson- und Taylor-Experiment bieten das an.“